# Японський кріль
Япо́нський кріль — декоративна порода кролів із Франції з особливим яскравим забарвленням хутра.

## Історія
Вважають, що порода японських кролів виведена у Франції, а за основу були взяті голландські черепахові кролики. Вперше на виставці японські кролики з'явилися в Парижі в 1887 році і дуже сподобалися публіці. Через кілька років тварини стали популярні в Англії, а потім і далі по Європі. Під час Першої і Другої світової воєн японських кроликів розводили переважно як м'ясну породу (вони добре розмножуються і досить великі), а в другій половині ХХ століття і донині в Європі і Америці їх все більше утримують як домашніх (кімнатних) тварин.

## Характеристики породи
За стандартом забарвлення японський кролик повинен мати шахову черговість: половина мордочки — чорна, друга — руда; одна нога в парі — чорна, інша — руда; на спині чергуються три смуги, які по хребту також межують з контрастною смугою. Кролик на виставці отримує тим більше балів, чим чіткіші і яскравіші смуги. 
Японські кролики виростають до 3,5 — 4,25 кг. Це спокійні і контактні тварини. Самки дуже дбайливі, приносять по 6 — 10 кроленят у посліді і здатні повноцінно вигодовувати всіх. Японські кролики живуть більше 5 років, при гарному догляді і гарній спадковості — до 10 років.